# Sergei Petrov
Sergei Andrejevitsj Petrov (Sint-Petersburg, 2 januari 1991) is een Russisch voetballer die doorgaans speelt als linksback. In januari 2013 verruilde hij Krylja Sovetov Samara voor FK Krasnodar. Petrov maakte in 2016 zijn debuut in het Russisch voetbalelftal.

## Clubcarrière
Petrov speelde in de jeugd van Zenit Sint-Petersburg, waarvoor hij ook zijn professionele debuut maakte. Op 13 maart 2011 werd door een doelpunt van Danko Lazović met 0–1 gewonnen van Terek Grozny. Petrov begon in dat duel op de bank, maar een minuut voor tijd liet coach Luciano Spalletti hem invallen voor Szabolcs Huszti. Hierna speelde hij nog één wedstrijd voor Zenit, waarna hij in de zomer van dat jaar de overstap maakte naar Krylja Sovetov Samara. In dienst van Krylja tekende Petrov voor zijn eerste officiële doelpunt, op 6 maart 2012. Ondanks zijn treffer werd alsnog met 2–1 verloren op bezoek bij Amkar Perm. In januari 2013 verliet de vleugelverdediger zijn club, toen hij verkaste naar FK Krasnodar. Bij die club ondertekende hij een verbintenis tot medio 2016. Dit contract werd in 2016 verlengd met drie jaar, tot 2019. Later kwamen er nog vier seizoenen bij dit contract en in 2023 nog een. In april 2024 werd zijn verbintenis opengebroken en verlengd tot medio 2025.

## Clubstatistieken
| Seizoen | Club                  | Competitie   | Competitie | Competitie | Beker | Beker | Internationaal | Internationaal | Totaal | Totaal |
| Seizoen | Club                  | Competitie   | Wed.       | Dlp.       | Wed.  | Dlp.  | Wed.           | Dlp.           | Wed.   | Dlp.   |
| ------- | --------------------- | ------------ | ---------- | ---------- | ----- | ----- | -------------- | -------------- | ------ | ------ |
| 2010/11 | Zenit Sint-Petersburg | Premjer-Liga | 2          | 0          | 0     | 0     | 0              | 0              | 2      | 0      |
| 2011/12 | Krylja Sovetov Samara | Premjer-Liga | 26         | 1          | 0     | 0     | —              | —              | 26     | 1      |
| 2012/13 | Krylja Sovetov Samara | Premjer-Liga | 13         | 0          | 1     | 1     | —              | —              | 14     | 1      |
| 2012/13 | FK Krasnodar          | Premjer-Liga | 10         | 1          | 0     | 0     | —              | —              | 10     | 1      |
| 2013/14 | FK Krasnodar          | Premjer-Liga | 14         | 1          | 3     | 0     | —              | —              | 17     | 1      |
| 2014/15 | FK Krasnodar          | Premjer-Liga | 22         | 1          | 2     | 1     | 8              | 0              | 32     | 2      |
| 2015/16 | FK Krasnodar          | Premjer-Liga | 24         | 3          | 2     | 0     | 8              | 0              | 34     | 3      |
| 2016/17 | FK Krasnodar          | Premjer-Liga | 17         | 0          | 2     | 0     | 6              | 0              | 25     | 0      |
| 2017/18 | FK Krasnodar          | Premjer-Liga | 28         | 1          | 0     | 0     | 2              | 1              | 30     | 2      |
| 2018/19 | FK Krasnodar          | Premjer-Liga | 22         | 1          | 1     | 0     | 10             | 0              | 33     | 1      |
| 2019/20 | FK Krasnodar          | Premjer-Liga | 27         | 2          | 0     | 0     | 10             | 0              | 37     | 2      |
| 2020/21 | FK Krasnodar          | Premjer-Liga | 10         | 2          | 0     | 0     | 3              | 0              | 13     | 2      |
| 2021/22 | FK Krasnodar          | Premjer-Liga | 15         | 0          | 1     | 0     | —              | —              | 16     | 0      |
| 2022/23 | FK Krasnodar          | Premjer-Liga | 19         | 1          | 10    | 0     | —              | —              | 29     | 1      |
| 2023/24 | FK Krasnodar          | Premjer-Liga | 14         | 0          | 3     | 0     | —              | —              | 17     | 0      |
| 2024/25 | FK Krasnodar          | Premjer-Liga | 27         | 0          | 3     | 0     | —              | —              | 30     | 0      |
| Totaal  | Totaal                | Totaal       | 290        | 14         | 28    | 2     | 47             | 1              | 365    | 17     |

Bijgewerkt op 27 mei 2025.

## Interlandcarrière
Petrov maakte in 2016 zijn debuut in het Russisch voetbalelftal. Op 6 september 2016 werd in een oefenduel met 1–0 gewonnen van Ghana. Het enige doelpunt van de wedstrijd kwam na twintig minuten op naam van Fjodor Smolov. De vleugelverdediger mocht van bondscoach Stanislav Tsjertsjesov in de basis beginnen en werd elf minuten voor tijd gewisseld voor Fjodor Koedrjasjov. Petrov maakte op 19 november 2019 zijn eerste interlanddoelpunt. Hij zorgde toen voor de 0–2 in een met 0–5 gewonnen kwalificatiewedstrijd voor het EK 2020 in en tegen San Marino.
| Interlands van Sergei Petrov voor Rusland | Interlands van Sergei Petrov voor Rusland | Interlands van Sergei Petrov voor Rusland | Interlands van Sergei Petrov voor Rusland | Interlands van Sergei Petrov voor Rusland | Interlands van Sergei Petrov voor Rusland |
| №                                         | Datum                                     | Wedstrijd                                 | Uitslag                                   | Competitie                                | Goals                                     |
| Als speler bij FK Krasnodar               | Als speler bij FK Krasnodar               | Als speler bij FK Krasnodar               | Als speler bij FK Krasnodar               | Als speler bij FK Krasnodar               | Als speler bij FK Krasnodar               |
| ----------------------------------------- | ----------------------------------------- | ----------------------------------------- | ----------------------------------------- | ----------------------------------------- | ----------------------------------------- |
| 1                                         | 6 september 2016                          | Rusland – Ghana                           | 1 – 0                                     | Vriendschappelijk                         |                                           |
| 2                                         | 9 oktober 2016                            | Rusland – Costa Rica                      | 3 – 4                                     | Vriendschappelijk                         |                                           |
| 3                                         | 13 oktober 2019                           | Cyprus – Rusland                          | 0 – 5                                     | EK 2020 kwalificatie                      |                                           |
| 4                                         | 16 november 2019                          | Rusland – België                          | 1 – 4                                     | EK 2020 kwalificatie                      |                                           |
| 5                                         | 19 november 2019                          | San Marino – Rusland                      | 0 – 5                                     | EK 2020 kwalificatie                      |                                           |

Bijgewerkt op 27 mei 2025.